# Australian Open 2004
Die Australian Open 2004 fanden vom 19. Januar bis 1. Februar in Melbourne statt.
Titelverteidiger im Einzel waren Andre Agassi bei den Herren und Serena Williams bei den Damen. Im Herrendoppel waren dies Michaël Llodra und Fabrice Santoro, im Damendoppel die Geschwister Serena und Venus Williams; Titelverteidiger im Mixed waren Martina Navratilova und Leander Paes.

## Herreneinzel

### Setzliste
| Nr. | Spieler             | Erreichte Runde |
| --- | ------------------- | --------------- |
| 01. | Andy Roddick        | Viertelfinale   |
| 02. | Roger Federer       | Sieg            |
| 03. | Juan Carlos Ferrero | Halbfinale      |
| 04. | Andre Agassi        | Halbfinale      |
| 05. | Guillermo Coria     | 1. Runde        |
| 06. | Rainer Schüttler    | 1. Runde        |
| 07. | Carlos Moyá         | Rückzug         |
| 08. | David Nalbandian    | Viertelfinale   |
| 09. | Sébastien Grosjean  | Viertelfinale   |
| 10. | Mark Philippoussis  | Achtelfinale    |
| 11. | Tim Henman          | 3. Runde        |
| 12. | Nicolás Massú       | 1. Runde        |
| 13. | Paradorn Srichaphan | Achtelfinale    |
| 14. | Jiří Novák          | 3. Runde        |
| 15. | Lleyton Hewitt      | Achtelfinale    |
| 16. | Sjeng Schalken      | Achtelfinale    |

| Nr. | Spieler           | Erreichte Runde |
| --- | ----------------- | --------------- |
| 17. | Martin Verkerk    | 1. Runde        |
| 18. | Younes El Aynaoui | 1. Runde        |
| 19. | Gustavo Kuerten   | 3. Runde        |
| 20. | Tommy Robredo     | 1. Runde        |
| 21. | Mardy Fish        | 1. Runde        |
| 22. | Agustín Calleri   | 2. Runde        |
| 23. | Félix Mantilla    | 1. Runde        |
| 24. | Maks Mirny        | 1. Runde        |
| 25. | Jonas Björkman    | 1. Runde        |
| 26. | Albert Costa      | 3. Runde        |
| 27. | Taylor Dent       | 3. Runde        |
| 28. | Feliciano López   | 1. Runde        |
| 29. | Vincent Spadea    | 1. Runde        |
| 30. | Arnaud Clément    | 1. Runde        |
| 31. | Wayne Ferreira    | 3. Runde        |
| 32. | Robby Ginepri     | Achtelfinale    |

### Deutsche Spieler bei den Australian Open
- Lars Burgsmüller: Der Mülheimer Burgsmüller traf in Runde eins auf den tschechischen Routinier Bohdan Ulihrach, gegen den er mit 4:6, 6:3, 2:6, 1:6 verlor.
- Tomas Behrend: Der gebürtige Brasilianer Behrend spielte in der ersten Runde gegen den Österreicher Jürgen Melzer. Behrend verlor klar mit 1:6, 2:6, 2:6.
- Rainer Schüttler: Der Korbacher war als bester Deutscher an Position 6 gesetzt und startete mit großen Hoffnungen auf das Viertelfinale ins Turnier. In Runde eins traf Schüttler auf den Schweden Robin Söderling. Er lag bereits mit 2:0 Sätzen in Führung, ehe das Spiel kippte und er noch mit 6:4, 6:4, 5:7, 3:6, 4:6 verlor.
- Alexander Popp: Der Sandhausener traf in der ersten Runde auf den schwedischen Rookie Joachim Johansson. Popp hatte zwar Chancen, aber am Ende verlor er klar mit 4:6, 6:7, 4:6.
- Nicolas Kiefer: Der Holzmindener spielte in Runde eins gegen den Italiener Filippo Volandri. Wie alle Deutschen enttäuschte auch er und verlor mit 3:6, 6:4, 3:6, 4:6.
- Florian Mayer: Der Bayreuther kam über die Qualifikation in die erste Hauptrunde. Dort traf Mayer auf den höher platzierten Franzosen Richard Gasquet, gegen den er überraschend glatt mit 7:5, 6:4, 6:3 gewann und als einziger Deutscher sein Erstrundenspiel überstand. In Runde zwei wartete mit dem an 8 gesetzten Argentinier David Nalbandian eine schwere Hürde, Mayer verlor deutlich und ohne den Hauch einer Chance mit 1:6, 0:6, 3:6.

## Dameneinzel

### Setzliste
| Nr. | Spielerin              | Erreichte Runde |
| --- | ---------------------- | --------------- |
| 01. | Justine Henin-Hardenne | Sieg            |
| 02. | Kim Clijsters          | Finale          |
| 03. | Venus Williams         | 3. Runde        |
| 04. | Amélie Mauresmo        | Viertelfinale   |
| 05. | Lindsay Davenport      | Viertelfinale   |
| 06. | Anastassija Myskina    | Viertelfinale   |
| 07. | Jelena Dementjewa      | 1. Runde        |
| 08. | Ai Sugiyama            | 2. Runde        |
| 09. | Chanda Rubin           | Achtelfinale    |
| 10. | Nadja Petrowa          | 1. Runde        |
| 11. | Wera Swonarjowa        | Achtelfinale    |
| 12. | Paola Suárez           | 3. Runde        |
| 13. | Conchita Martínez      | 1. Runde        |
| 14. | Anna Smaschnowa        | 2. Runde        |
| 15. | Daniela Hantuchová     | 2. Runde        |
| 16. | Magüi Serna            | 1. Runde        |

| Nr. | Spielerin           | Erreichte Runde |
| --- | ------------------- | --------------- |
| 17. | Meghann Shaughnessy | 1. Runde        |
| 18. | Francesca Schiavone | 2. Runde        |
| 19. | Eleni Daniilidou    | 3. Runde        |
| 20. | Silvia Farina Elia  | Achtelfinale    |
| 21. | Jelena Bowina       | 2. Runde        |
| 22. | Patty Schnyder      | Halbfinale      |
| 23. | Lina Krasnoruzkaja  | 3. Runde        |
| 24. | Magdalena Maleewa   | 2. Runde        |
| 25. | Lisa Raymond        | Viertelfinale   |
| 26. | Tina Pisnik         | 1. Runde        |
| 27. | Amanda Coetzer      | 2. Runde        |
| 28. | Marija Scharapowa   | 3. Runde        |
| 29. | Nathalie Dechy      | Achtelfinale    |
| 30. | Swetlana Kusnezowa  | 3. Runde        |
| 31. | Tamarine Tanasugarn | 1. Runde        |
| 32. | Fabiola Zuluaga     | Halbfinale      |

### Deutsche Spielerinnen bei den Australian Open
- Angelika Bachmann: Die Qualifikantin aus München hatte in der ersten Runde gegen Alicia Molik keine Chance und verlor mit 1:6, 4:6.
- Anca Barna: Die Nürnbergerin gewann ihr Erstrundenmatch gegen die Kanadierin Maureen Drake mit 2:6, 6:0, 7:5. Als einzige der drei deutschen Damen erreichte sie Runde zwei und traf auf die an Position 25 gesetzte US-Amerikanerin Lisa Raymond, gegen die sie mit 3:6, 4:6 verlor.
- Marlene Weingärtner: Die Heidelbergerin traf in Runde eins auf die spätere Finalistin Kim Clijsters. Chancenlos verlor Weingärtner mit 3:6, 2:6.

## Herrendoppel

### Setzliste
| Nr. | Paarung                        | Erreichte Runde |
| --- | ------------------------------ | --------------- |
| 01. | Bob Bryan Mike Bryan           | Finale          |
| 02. | Mahesh Bhupathi Maks Mirny     | Viertelfinale   |
| 03. | Jonas Björkman Todd Woodbridge | Halbfinale      |
| 04. | Mark Knowles Daniel Nestor     | Viertelfinale   |
| 05. | Michaël Llodra Fabrice Santoro | Sieg            |
| 06. | Wayne Arthurs Paul Hanley      | 2. Runde        |
| 07. | Martin Damm Cyril Suk          | 2. Runde        |
| 08. | Wayne Black Kevin Ullyett      | Viertelfinale   |

| Nr. | Paarung                         | Erreichte Runde |
| --- | ------------------------------- | --------------- |
| 09. | Gastón Etlis Martín Rodríguez   | Halbfinale      |
| 10. | Tomáš Cibulec Leander Paes      | 1. Runde        |
| 11. | Lucas Arnold Ker Mariano Hood   | 1. Runde        |
| 12. | Jared Palmer Pavel Vízner       | 1. Runde        |
| 13. | František Čermák Leoš Friedl    | Achtelfinale    |
| 14. | Jonathan Erlich Andy Ram        | 2. Runde        |
| 15. | Robbie Koenig Petr Pála         | Achtelfinale    |
| 16. | Simon Aspelin Massimo Bertolini | 2. Runde        |

## Damendoppel

### Setzliste
| Nr. | Paarung                               | Erreichte Runde |
| --- | ------------------------------------- | --------------- |
| 01. | Virginia Ruano Pascual Paola Suárez   | Sieg            |
| 02. | Martina Navratilova Lisa Raymond      | 2. Runde        |
| 03. | Liezel Huber Ai Sugiyama              | Halbfinale      |
| 04. | Swetlana Kusnezowa Jelena Lichowzewa  | Finale          |
| 05. | Cara Black Rennae Stubbs              | 1. Runde        |
| 06. | María Vento-Kabchi Angelique Widjaja  | Viertelfinale   |
| 07. | Magdalena Maleeva Conchita Martínez   | 3. Runde        |
| 08. | Nadeschda Petrowa Meghann Shaughnessy | 3. Runde        |

| Nr. | Paarung                                | Erreichte Runde |
| --- | -------------------------------------- | --------------- |
| 09. | Émilie Loit Nicole Pratt               | 2. Runde        |
| 10. | Petra Mandula Patricia Wartusch        | 3. Runde        |
| 11. | Els Callens Daniela Hantuchová         | 1. Runde        |
| 12. | Jelena Dementjewa Lina Krasnoroutskaya | 2. Runde        |
| 13. | Marion Bartoli Myriam Casanova         | 3. Runde        |
| 14. | Tina Križan Katarina Srebotnik         | 3. Runde        |
| 15. | Barbara Schett Patty Schnyder          | 2. Runde        |
| 16. | Li Ting Sun Tiantian                   | 3. Runde        |

## Mixed

### Setzliste
| Nr. | Paarung                             | Erreichte Runde |
| --- | ----------------------------------- | --------------- |
| 01. | Mark Knowles Virginia Ruano Pascual | Viertelfinale   |
| 02. | Mahesh Bhupathi Jelena Lichowzewa   | 1. Runde        |
| 03. | Todd Woodbridge Rennae Stubbs       | 1. Runde        |
| 04. | Leander Paes Martina Navratilova    | Finale          |

| Nr. | Paarung                           | Erreichte Runde |
| --- | --------------------------------- | --------------- |
| 05. | Kevin Ullyett Lisa Raymond        | Viertelfinale   |
| 06. | Wayne Black Cara Black            | Achtelfinale    |
| 07. | Jonas Björkman Daniela Hantuchová | Achtelfinale    |
| 08. | Daniel Nestor Lina Krasnoruzkaja  | 1. Runde        |

## Junioreneinzel

### Setzliste
| Nr. | Spieler             | Erreichte Runde |
| --- | ------------------- | --------------- |
| 01. | Sebastian Rieschick | 2. Runde        |
| 02. | Mischa Zverev       | Viertelfinale   |
| 03. | Brendan Evans       | Viertelfinale   |
| 04. | Karan Rastogi       | Halbfinale      |
| 05. | Scott Oudsema       | Achtelfinale    |
| 06. | Bruno Rosa          | Achtelfinale    |
| 07. | Josselin Ouanna     | Finale          |
| 08. | Gaël Monfils        | Sieg            |

| Nr. | Spieler          | Erreichte Runde |
| --- | ---------------- | --------------- |
| 09. | Remko De Rijke   | 1. Runde        |
| 10. | Fritz Wolmarans  | Achtelfinale    |
| 11. | Julien Gely      | 2. Runde        |
| 12. | Kim Sun-yong     | Achtelfinale    |
| 13. | Scoville Jenkins | Viertelfinale   |
| 14. | Jun Woong-sun    | 1. Runde        |
| 15. | Vilim Visak      | 1. Runde        |
| 16. | William Ward     | 1. Runde        |

## JuniorenDoppel

### Setzliste
| Nr. | Paarung                      | Erreichte Runde |
| --- | ---------------------------- | --------------- |
| 01. | Brendan Evans Scott Oudsema  | Sieg            |
| 02. | Gaël Monfils Josselin Ouanna | Halbfinale      |
| 03. | Bruno Rosa Vilim Višak       | 1. Runde        |
| 04. | Jun Woong-sun Kim Sun-yong   | 1. Runde        |

| Nr. | Paarung                           | Erreichte Runde |
| --- | --------------------------------- | --------------- |
| 05. | Sebastian Rieschick Andreas Weber | Viertelfinale   |
| 06. | Remko De Rijke Coen Van Keulen    | Viertelfinale   |
| 07. | Karan Rastogi Divij Sharan        | 1. Runde        |
| 08. | Miles Kasiri Fritz Wolmarans      | 1. Runde        |

## Juniorinneneinzel

### Setzliste
| Nr. | Spielerin          | Erreichte Runde |
| --- | ------------------ | --------------- |
| 01. | Jarmila Gajdošová  | Halbfinale      |
| 02. | Veronika Chvojková | Achtelfinale    |
| 03. | Nicole Vaidišová   | Finale          |
| 04. | Chan Yung-jan      | 1. Runde        |
| 05. | Vojislava Lukic    | Achtelfinale    |
| 06. | Marina Eraković    | 2. Runde        |
| 07. | Ana Ivanović       | Viertelfinale   |
| 08. | Sun Shengnan       | Achtelfinale    |

| Nr. | Spielerin         | Erreichte Runde |
| --- | ----------------- | --------------- |
| 09. | Alla Kudrjawzewa  | Viertelfinale   |
| 10. | Maša Zec Peškirič | 1. Runde        |
| 11. | Sanja Ančić       | 1. Runde        |
| 12. | Stéphanie Dubois  | Viertelfinale   |
| 13. | Shahar Peer       | Sieg            |
| 14. | Timea Bacsinszky  | Halbfinale      |
| 15. | Du Rui            | 2. Runde        |
| 16. | Heidi El Tabakh   | 1. Runde        |

## Juniorinnendoppel

### Setzliste
| Nr. | Paarung                               | Erreichte Runde |
| --- | ------------------------------------- | --------------- |
| 01. | Veronika Chvojková Nicole Vaidišová   | Finale          |
| 02. | Chan Yung-jan Sun Shengnan            | Sieg            |
| 03. | Marina Eraković Ekaterina Kosminskaya | Halbfinale      |
| 04. | Jarmila Gajdošová Shahar Peer         | Halbfinale      |

| Nr. | Paarung                            | Erreichte Runde |
| --- | ---------------------------------- | --------------- |
| 05. | Ana Ivanović Alla Kudrjawzewa      | Achtelfinale    |
| 06. | Sanja Ančić Heidi El Tabakh        | Viertelfinale   |
| 07. | Stéphanie Dubois Katarina Zoricic  | Achtelfinale    |
| 08. | Verdiana Verardi Maša Zec Peškirič | 1. Runde        |

## Herreneinzel-Rollstuhl
Setzliste
| Nr. | Spieler         | Erreichte Runde |
| --- | --------------- | --------------- |
| 01. | David Hall      | Sieg            |
| 02. | Robin Ammerlaan | Finale          |

## Dameneinzel-Rollstuhl
Setzliste
| Nr. | Spielerin       | Erreichte Runde |
| --- | --------------- | --------------- |
| 01. | Esther Vergeer  | Sieg            |
| 02. | Daniela Di Toro | Finale          |

## Herrendoppel-Rollstuhl
Setzliste
| Nr. | Paarung                            | Erreichte Runde |
| --- | ---------------------------------- | --------------- |
| 01. | Robin Ammerlaan Martin Legner      | Sieg            |
| 02. | Tadeusz Kruszelnicki Satoshi Saida | Finale          |

## Damendoppel-Rollstuhl
Setzliste
| Nr. | Paarung                      | Erreichte Runde |
| --- | ---------------------------- | --------------- |
| 01. | Maaike Smit Esther Vergeer   | Sieg            |
| 02. | Sonja Peters Sharon Walraven | Finale          |